# Yıldız Kenter
Yıldız Kenter (Isztambul, 1928. október 11. – Isztambul, 2019. november 17.) török színésznő.

## Filmjei
.Mozifilmek
- Vatan için (1951)
- Agaçlar ayakta ölür (1964)
- Isyancilar (1966)
- Pembe kadin (1966)
- Yasli gözler (1967)
- Anneler ve Kizlari (1971)
- Elmaci kadin (1971)
- Fatma baci (1972)
- Ablam (1974)
- Kartal yuvasi (1974)
- Kizim Ayse (1974)
- Bir ana bir kiz (1975)
- Zulüm (1983)
- Hanim (1989)
- Na, pá! (Güle Güle) (2000)
- Nagy ember, kis szerelem (Büyük adam küçük ask) (2001)
- Sen ne dilersen (2005)
- Beyaz Melek (2007)

Tv-filmek
- Çöl faresi (1977)
- Baliketi (2007)

Tv-sorozatok
- Ask ve gurur (2002)
- Saklambaç (2005)